# Fabryka ołówków „Majewski St. i S-ka”
Fabryka ołówków St. Majewski Spółka Akcyjna Sp. k. – fabryka ołówków powstała w 1889 roku z inicjatywy inż. Stanisława Jana Majewskiego, inż. Józefa Zaborskiego i Stanisława Starzeńskiego. Zarejestrowali przedsiębiorstwo pod nazwą „St. Majewski, Zaborski i Starzeński”. 
Początkowo fabryka mieściła się przy Warszawskim Laboratorium Chemicznym przy ul. Złotej 61, produkującym mydło toaletowe, perfumy i kosmetyki, a którego właścicielem był ojciec Majewskiego, Hipolit. Fabryka bardzo szybko się rozwijała i zasoby lokalowe wkrótce okazały się niewystarczające. Podjęto decyzję o przeniesieniu fabryki do nowej lokalizacji. W 1894 roku Stanisław Majewski kupił w podwarszawskim Pruszkowie plac i budynki po fabryce igieł, a po kilku miesiącach została uruchomiona tam produkcja ołówków. W 1899 roku przedsiębiorstwo zostało przekształcone w spółkę akcyjną „Majewski i S-ka”.
Na początku XX wieku nastąpiło bardzo duże zapotrzebowanie na produkcję ołówków grafitowych i kredek. Zwiększony popyt na te artykuły przyczynił się do rozbudowy fabryki, a także poszerzenia jej asortymentu.
Do 1915 roku na terenie fabryki wybudowano podstawowe działy produkcyjne, m.in.: graficiarnię, montażownię, deseczkarnię. Podczas modernizacji zakupiono m.in. specjalistyczne niemieckie maszyny oraz wybudowano siłownię zasilaną silnikiem parowym z generatorem oraz kotłownią, które zaopatrywały fabrykę w energię elektryczną i cieplną. Wybudowano komin, który na stałe wpisał się w panoramę Pruszkowa.
Przed I wojną światową przedsiębiorstwo rozwijało się bardzo dynamicznie. Dużą część zysków przeznaczono na dalszą mechanizację oraz prace badawcze. Produkowano m.in. ołówki grafitowe w 14 skalach twardości oraz kredki szkolne w 12 kolorach, rozpoczęto również wytwarzanie stalówek. Fabryka radziła sobie tak dobrze na rynku, że mogła konkurować z potentatami branży ołówkarskiej z Niemiec i Austro-Węgier. Pruszkowskie ołówki eksportowano również na inne kontynenty, np. do Indii, Argentyny i Australii.
Działania zbrojne podczas I wojny światowej przyniosły ogromne zniszczenia budynku Fabryki ołówków w Pruszkowie. Dzięki ogromnemu poświęceniu jej założycieli i załogi udało się ją jednak odbudować i jednocześnie zmodernizować.
W latach 1930–1939 nastąpił największy rozwój fabryki. Oprócz wyrobów ołówkowych zaczęto produkować artykuły biurowe jak: linijki, pinezki, spinacze, obsadki i stalówki. Podczas Wystawy Światowej w Paryżu w 1937 roku techniczne ołówki grafitowe POLONIA 340 zostały uznane za najlepsze na świecie i otrzymały złoty medal.
II wojna światowa oszczędziła Fabryce Ołówków zniszczeń. Pomimo działań zbrojnych, nieprzerwanie trwała produkcja w pruszkowskim zakładzie. Niedługo po zakończeniu wojny, w 1948 roku, nastąpiło upaństwowienie firmy. Trzy lata później zmieniono jej nazwę na „Pruszkowskie Zakłady Materiałów Biurowych”.
Do pierwotnej nazwy fabryki, powrócono dopiero po prywatyzacji zakładu w 1995 roku. Od tego momentu w spółce „St. Majewski” dokonało się wiele znaczących zmian. W rezultacie zakład zajął pozycję lidera na polskim rynku artykułów szkolnych.
W 2008 roku, nastąpiła fuzja firm St. Majewski i Strzegomskich Zakładów Wyrobów Papierniczych „Unipap”. Dzięki tej współpracy znacznie rozwinął się asortyment w branży artykułów szkolnych i biurowych, co znacznie przedłożyło się na podniesienie ich jakości.
W 2014 roku, dla uczczenia 125 rocznicy powstania „Fabryki ołówków St. Majewski” zakład został przeniesiony do nowego, zmodernizowanego budynku przy ul. Kredkowej na terenie pruszkowskiej podstrefy Łódzkiej Specjalnej Strefy Ekonomicznej. Fabryka w dalszym ciągu produkuje kredki (np. "Bambino") oraz ołówki. Asortyment firmy znacznie się powiększył. Obecnie w ofercie znajduje się kilkanaście licencji skierowanych do dzieci w wieku przedszkolnym i szkolnym, m.in. Disney (Frozen, Soy Luna, Star Wars: Episode VII, Descendants, Księżniczki, Wróżki, Violetta), Mattel (Barbie, Max Steel, Hot Wheels, Monster High, Ever After High), Hasbro (Furby, My Little Pony, MLP Equestria Girls, Transformers), Peppa, Minions, The Secret Life of Pets, National Geographic, MTV, Robert Lewandowski, EURO 2016.

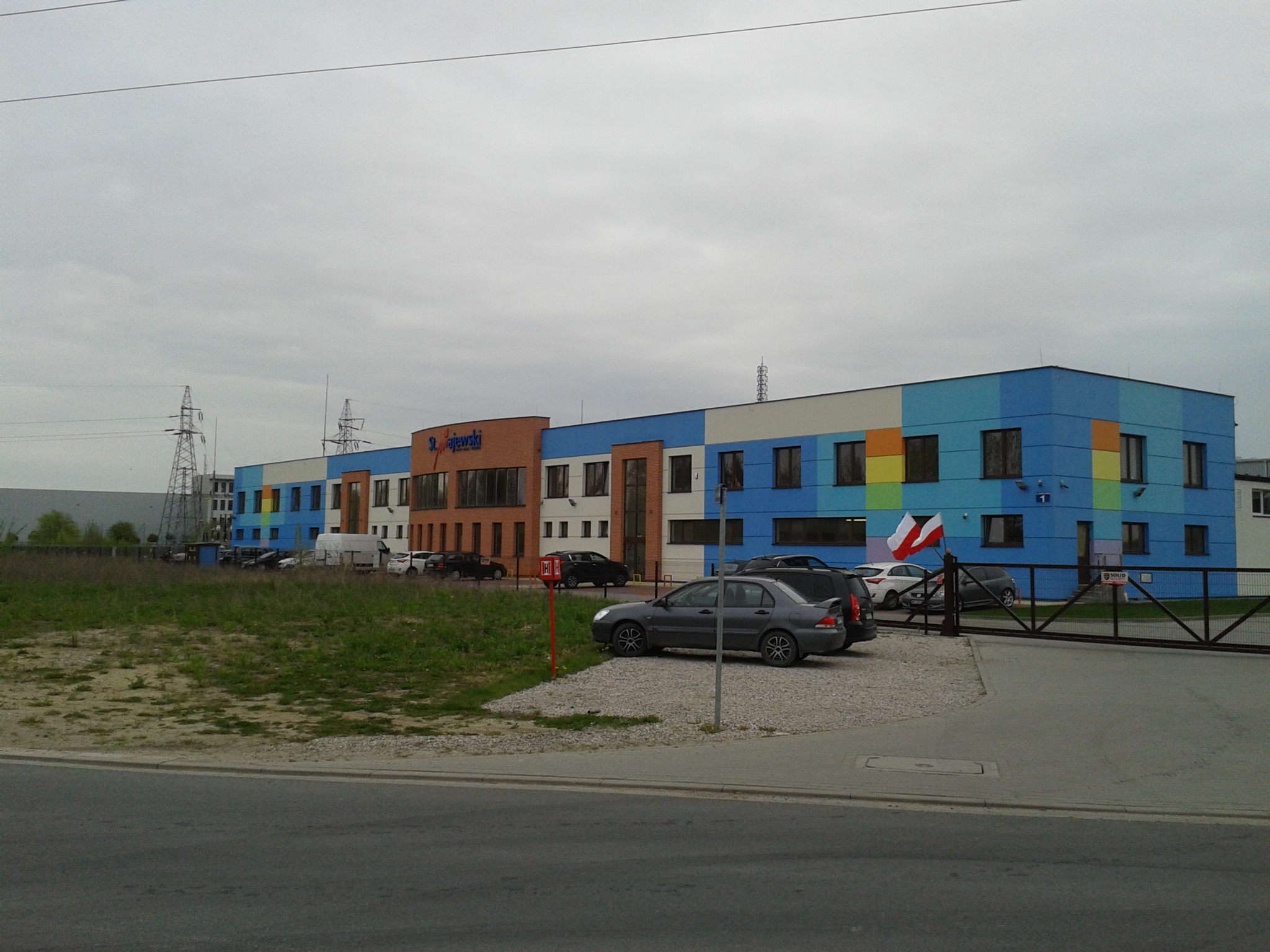
Nowa siedziba Fabryki ołówków w dzielnicy Gąsin